# Bucy-le-Long
Bucy-le-Long es una comuna francesa, situada en el departamento de Aisne, de la región de Alta Francia.

## Demografía
| 1 214 | 1 387 | 1 661 | 1 801 | 1 841 | 1 958 | 1 966 | 1 895 |
| Para los censos de 1962 a 1999 la población legal corresponde a la población sin duplicidades (Fuente: INSEE [Consultar]) |       |       |       |       |       |       |       |